# Свирский замок
Свирский замок (белор. Свірскі замак) — замок и резиденция князей Свирских герба «Лис VI или Свирский». Замок существовал в XIII -XVI вв. на берегу озера Свирь в Минской области Беларуси.

## История
Известные историки Матей Стрыйковский (1547—ок. 1593), Феодосий Сафонович (нач. ХVIIв.--1677), Адам Киркор (21.01.1818 - 23.11.1886) упоминали, что основателем древнего замка и самого местечка Свирь был легендарный нальшанский (занальшанский) князь Довмонт (в крещении - Тимофей). Считается, что свой замок князь Довмонт построил из дерева на месте языческого капища Перуна.
Из книги Л.В. Алексеева "Археология и краеведение Беларуси в XVI в. - 30-е годы XX в.":
"М. Стрыйковский много путешествовал по Беларуси, осматривал древности, беседовал с населением, поэтому у него много можно встретить упоминаний о древних реалиях. От замка Гедруса на оз. Кемонт "ныне едва видно городище, так как в древности, как и теперь в Литве, был обычай замки и города делать из дерева, почему следов древних памятников в тех краях столь мало видно, в противоположность тому, чего я сам насмотрелся в Греции и Италии". Следы замка на оз. Свирь "есть и сейчас - ибо замок, будучи деревянным, еще в давние времена пришел в негодность".
Матей Стрыйковский также упоминал, что князья Свирские желают выводить свою родословную от князя Довмонта Ромунтовича (Романовича).
Замок предназначался для охраны местного населения от нападений ливонских рыцарей и служил убежищем для торговцев. Недалеко от поселка есть гора "Поклониха", на которой путешественники должны были бить поклоны и ждать позволения переночевать под охраной замковых стен.
Значение Свирского замка стало второстепенным после строительства великим князем Гедымином мощного каменного Кревского замка на рубеже XIII и XIV веков.
Согласно "Реистру хоружства Кревского и Свирского" из переписи войска ВКЛ 1528 года, "княз Александро Мартинович" (Свирский) должен был выставлять одного коня.